# Anna Wahlenberg
Anna Maria Lovisa Wahlenberg(-Kjerrman), född 23 maj 1858 i Kungsholms församling i Stockholm, död 29 november 1933 i Gustav Vasa församling i Stockholm, var en svensk författare och dramatiker. Hon använde ibland pseudonymen Rien.

## Biografi
Anna Wahlenberg var dotter till Adolf Wilhelm Wahlenberg (1827–1890), som ägde en stearinljusfabrik, och Maria Theresia (Thérèse) Lönngren. Hon hade tre bröder och två systrar och växte upp på Kungsholmen, där hon tillbringade de första nio åren av sitt liv. En av systrarna var översättaren Eva Wahlenberg (1860–1949).
Wahlenberg gick i Pauliska flickskolan 1870–1873 och i Wallinska skolan 1873–1875. Som flicka tränades hon i hur man skötte ett hushåll, vilket också var ett ämne i hennes litteratur. Hon kritiserade ofta kvinnans bristande utbildnings- och försörjningsmöjligheter samt att kvinnan var ekonomiskt beroende av mannen. År 1888 gifte sig Wahlenberg med tidningsmannen Fritz Kjerrman med vilken hon fick två söner.
Wahlenberg debuterade under pseudonym med novellsamlingen Teckningar i sanden 1882. Därefter gjorde hon sig känd som tidningsdebattör. Hon fick även sju pjäser uppförda på Kungliga Dramatiska Teatern 1888–1907, vilket gjorde henne till en av de mest spelade dramatikerna under Dramatens "associationstid".
Wahlenberg var också känd som sagoförfattare och debuterade 1895 med samlingen Bengts sagor om kungar och tomtar och troll och prinsessor. Vid denna tid fick sagoberättandet ett uppsving i Sverige och året därpå utgavs en första samling med av Wahlenberg bearbetade sagor ur Tusen och en natt för Barnbiblioteket Saga. Wahlenbergs politiska engagemang var även närvarande i hennes sagoförfattarskap som skildrade den traditionella sagomiljön samtidigt med vardagliga problem och händelser.
Hon debuterade som dramatiker på Södra teatern med komedin På vakt (1890). Det blev inledningen till en varierad dramatisk produktion som spände över sagospel, komedier och skådespel för såväl professionella skådespelare som för amatörer och skolbarn.
Anna Wahlenberg är begravd på Norra begravningsplatsen utanför Stockholm.

### För barn och unga
- Bengts sagor om kungar och tomtar och troll och prinsessor. Stockholm: Bonnier. 1895. Libris 2133399 - Illustrationer: Ottilia Adelborg.
- Jule-mor: sagor. Stockholm: Bonnier. 1899. Libris 1664214 - Teckningar av Gisela Trapp.
- Skomakar-prinsessan: saga. Stockholm: Svanbäck. 1902. Libris 2133396 - Illustrationer: Lydia Skottsberg.
- Länge, länge, sedan ...: sagor. Stockholm: Bonnier. 1903. Libris 3151609. https://runeberg.org/awlls/ - Med teckningar av John Bauer.
- Anna Wahlenbergs sagor. Stockholm: Bonnier. 1908. Libris 1618744
- Prinsessans visa.. Stockholm: Bonnier. 1909. Libris 1618743
- Sagornas rike. Stockholm: Bonnier. 1910. Libris 1618745 - Illustrationer: Aina Stenberg-Masolle.
- Sagoteatern. Stockholm: Bonnier. 1911. Libris 1641139. https://runeberg.org/sagoteater/ - Illustrationer: Aina Stenberg-Masolle.
- Gustav II Adolfs ungdom: historisk berättelse. Stockholm: Bonnier. 1912. Libris 1641134
- Guldhönan och andra sagor.. Gyllene Böckerna ; 3. Stockholm: Bonnier. 1912. Libris 1632126
- Sagornas folk: sagor. Göteborg: Åhlén & Åkerlund. 1913. Libris 1641138 - Illustrationer: Aina Stenberg-Masolle.
- Lyckokatten jämte flera sagor. Stockholm: Bonnier. 1915. Libris 1641137 - Illustrationer: Aina Stenberg-Masolle.
- Tom och andra historier.. Stockholm: Bonnier. 1916. Libris 1660495
- Lata Lena jämte flera sagor. Stockholm: Bonnier. 1917. Libris 1660491 - Illustrationer: Aina Stenberg-Masolle.
- Dvärgprinsessan och andra sagor.. Stockholm: Bonnier. 1919. Libris 1660489 - Illustrationer: Aina Stenberg-Masolle.
- Trollkäppen och andra sagor. Stockholm: Bonnier. 1921. Libris 1484072 - Illustrationer: Aina Stenberg-Masolle.
- Prins Hummelum och andra sagor. Barnbiblioteket Saga, 99-0448970-X ; 86. Stockholm: Svensk läraretidning. 1921. Libris 1469843
- Lotta och Lasse som friade till prinsen och prinsessan: saga för smått folk. Stockholm: Folkskolans barntidning. 1921. Libris 1484068 - Illustrationer av Annicka Öman.
- Snåla frun med silverfjällen och Lyckokatten: två sagor. Tilläggshäfte till Saga 1921. Stockholm. 1921. Libris 3151640 Medförfattare: Elin Bohlin. Illustrationer: Maj Lindman.
- Den lille puckelryggen: sagor och berättelser. Barnbiblioteket Saga, 99-0448970-X ; 91. Stockholm: Svensk läraretidning. 1922. Libris 1469847
- Solskensträdet och andra sagor. Bonniers ungdomsböcker ; 38. Stockholm: Bonnier. 1923. Libris 1483699 - Illustrationer: Aina Stenberg-Masolle.
- Paradisfågeln: sagor. Stockholm: Bonnier. 1923. Libris 1484069 - Illustrationer: Aina Stenberg-Masolle.
- Trollförklädet: sagor. Stockholm: Folkskolans barntidning. 1923. Libris 1484071 - Illustrationer: Anders Teodor Byberg.
- Silverklockan: legend. Silvervit ; 1924. Stockholm: Sv. läraretidn. 1924. Libris 10448662
- Killevippa: sagor. Stockholm: Folkskolans barntidn. 1924. Libris 1485947
- Världens dummaste karl: berättelse. Stockholm: Bonnier. 1925. Libris vbg573pps0l3wmd2. https://gupea.ub.gu.se/2077/75166
- Kungens nattmössa: sagospel. Stockholm: Bonnier. 1925. Libris 1484067. https://runeberg.org/nattmossa/ - Illustrationer: Aina Stenberg-Masolle.
- Gossen, som ville ha pannkakor.. Bonniers småbarnsböcker ; 3. Stockholm: Bonnier. 1926. Libris 1317739
- Kung Puttilutt och andra sagor.. Stockholm: Bonnier. 1927. Libris 1336880
- Den underbara lyckonålen: sagor. Stockholm: Folkskolans barntidn. 1927. Libris 1336664
- Sagor för yngre barn. Stockholm: Bonnier (Sv. bokf.). 1930. Libris 1336883
- Sagor för äldre barn. Stockholm: Bonnier (Sv. bokf.). 1930. Libris 1336884
- Fulingen och andra sagor.. Stockholm: Bonnier. 1930. Libris 1336879
- Unga grevens hjärta: sagospel i fyra akter. Amatörteatern, 99-0740728-3 ; 17. Stockholm: Fritze. 1931. Libris 1350760
- Den lilla tjänstepigan: saga. Stockholm: Åhlén & Åkerlund. 1932. Libris 1364910 - Med teckningar av Maj Lindman.
- Anders nya mössa: saga på vers. Stockholm: Bonnier. 1932. Libris 1364909 - Illustrationer: Aina Stenberg-Masolle.
- Trollritten och andra sagor. Bonniers barnbibliotek, 99-0129170-4 ; 7. Stockholm: Bonnier. 1932. Libris 1352173
- Skatan som fick salt på stjärten: sagobok om djur. Stockholm: Bonnier. 1933. Libris 1364912
- Gustav II Adolfs ungdom: historisk berättelse. Ungdomens bibliotek, 99-0447297-1 ; 21. Stockholm: Svensk läraretidning. 1933. Libris 1364712
- Sagor: 1858-1938 (Minnesupplaga /[teckningarna av Aina Masolle]). Göteborg: Wettergren & Kerber. 1938. Libris 1380899 - Illustrationer: Aina Stenberg-Masolle.

### Bearbetningar (urval)
- Sagor ur Tusen och en natt berättade för Sveriges barn af Anna Wahlenberg ; ill. af Louis Moe. Stockholm: Svensk Läraretidnings förl. 1899-1916. Libris 1682024. https://runeberg.org/watusen/1/
- Rosenfager och björnen: en folksaga, berättad för barn. Silvervit ; [Nr 2.]. Stockholm. 1905. Libris 3151610
- Verne, Jules (1906). Kapten Grants barn : för Sveriges ungdom fritt berättad efter Jules Verne, med teckningar af David Ljungdahl. Barnbiblioteket Saga, 99-0448970-X ; 21. Stockholm: Sveriges läraretidning. Libris 1611580 - Med teckningar av David Ljungdahl.
- Snövit och Rosenröd: en folksaga, fritt berättad för barn. Silvervit ; [Nr 4.] Tilläggshäfte till Saga 1907. Stockholm. 1907. Libris 3151611